# Else Quecke
Else Quecke (Duisbourg, 5 septembre 1907 - Bad Wiessee, 19 juin 2004) est une actrice allemande.

## Filmographie

### Cinéma
- 1969 : Scènes de chasse en Bavière

### Télévision
- 1976 : Les 21 heures de Munich
- 1993 : Adelheid und ihre Mörder